# Penhas da Saúde
Penhas da Saúde es una aldea portuguesa situada en la freguesía de Cortes do Meio, del municipio de Covillana y distrito de Castelo Branco.

## Geografía
Esta aldea de montaña está ubicada dentro de la Sierra de la Estrella, regalada con un bello paisaje montañoso, a una altitud de 1500 metros. Es principalmente un resort de invierno.

## Patrimonio
La localidad de Penhas da Saúde posee el Hotel Serra da Estrela, chalés de montaña y un albergue juvenil, y está a diez minutos de distancia de la Estación de Esquí Vodafone. Poco más abajo de la localidad y más cercano del centro de la ciudad, se sitúa el estalaje Varanda dos Carqueijais.
La Estación de Esquí Vodafone está localizada cerca de Torre, el punto más elevado de Portugal continental, en el municipio de Seia, dentro del parque natural de la Sierra de la Estrella, a una altitud aproximada de 2000 metros, en la parte más alta. Cubierta por un manto de nieve de diciembre a abril, auxiliada también por cañones que producen nieve artificial, la estación de esquí posee infraestructura para la práctica de deportes de invierno y modernas telesillas. Es posible alquilar equipamientos para la práctica de esquí y snowboard en este local.